# Dusona infundibulum
Dusona infundibulum är en stekelart som beskrevs av Horstmann 2004. Dusona infundibulum ingår i släktet Dusona och familjen brokparasitsteklar. Inga underarter finns listade i Catalogue of Life.